# Nathan Aké
Nathan Benjamin Aké (Haia, 18 de fevereiro de 1995) é um futebolista neerlandês que atua como zagueiro, lateral-esquerdo ou volante. Atualmente joga no Manchester City.

## Carreira
Começou nas categorias de base do ADO Den Haag, transferiu-se ao Feyenoord com apenas 12 anos, e em 2011 foi comprado pelo Chelsea onde se profissionalizou.[carece de fontes?]

### Chelsea
Nathan Aké fez sua estreia pelo time principal em 26 de dezembro de 2012, em uma vitória por 1 a 0 sobre o Norwich. Em 27 de fevereiro de 2013, jogou seu primeiro jogo como titular, em uma vitória por 0 a 2 na Copa da Inglaterra contra o Middlesbrough.[carece de fontes?] No dia 11 de abril, ele fez sua estreia na Europa League, jogando como titular na segunda partida das quartas de final contra o Rubin Kazan, uma vitória por 3 a 2. Em 15 de maio, fez parte da equipe que conquistou a Liga Europa após uma vitória por 2 a 1 em cima do Benfica.

### Reading
Em 25 de março de 2015, Aké foi emprestado ao Reading por um mês, fazendo sua primeira de cinco aparições contra o Cardiff em um empate 1 a 1 dez dias depois.

### Watford

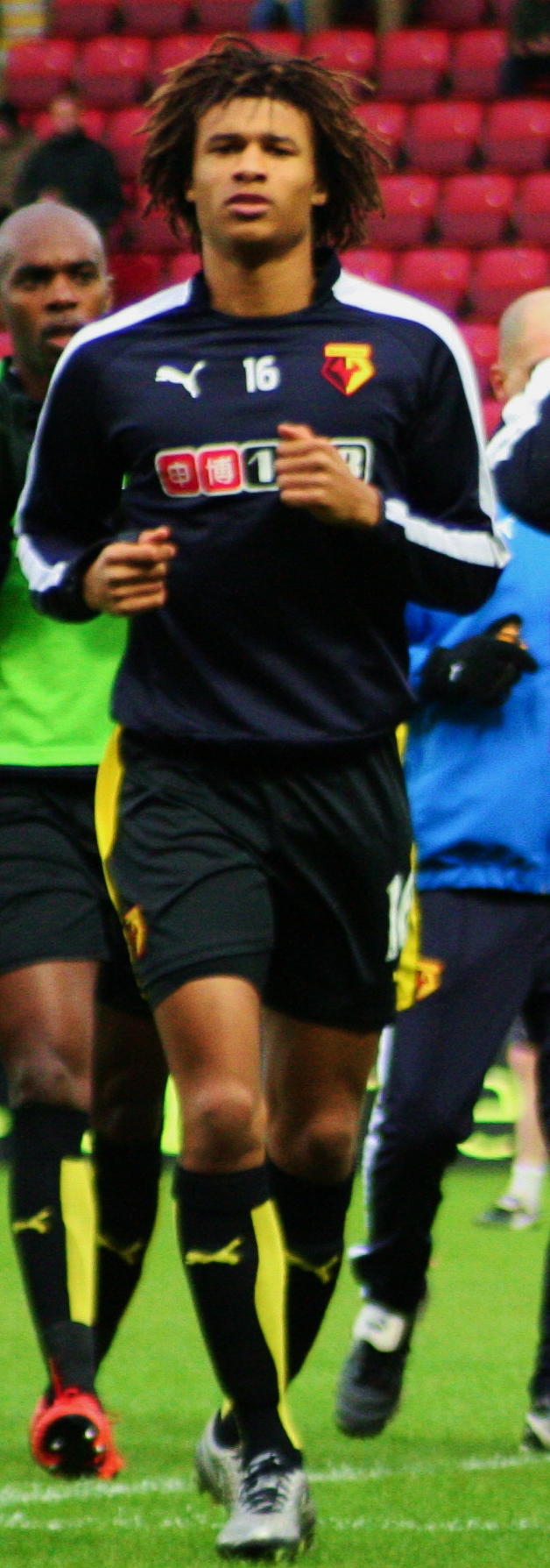
Aké treinando com o Watford em 2015

Em 14 de agosto de 2015, Aké  chegou ao Watford por empréstimo de uma temporada. Ele fez sua estreia pelo novo clube onze dias depois, em uma derrota por 1 a 0 na Copa da Liga para o Preston. Em 20 de dezembro de 2015, ele marcou seu primeiro gol profissional, contribuindo para uma vitória por 3 a 0 sobre o Liverpool.

### Bournemouth
Em 29 de junho de 2016, Aké foi emprestado novamente por uma temporada para outro clube da Premier League, o Bournemouth. Realizou sua estreia pelo clube no dia 21 de agosto, em uma vitória por 1 a 0, fora de casa, contra o West Ham. Marcou seu primeiro gol pelos Cherries no dia 19 de novembro, decidindo a partida da liga e garantindo a vitória por 1 a 0 contra o Stoke City.
Após 12 jogos e três gols com os Cherries, ele foi devolvido de seu empréstimo para Chelsea em 8 de janeiro de 2017. Contudo em 29 de junho de 2017, Aké assinou um contrato de cinco anos com o Bournemouth que pagou por 23 milhões de euros aos Blues um contrato até 2022.
Aké deixou o Bournemouth, ao fim da temporada 2019-20, onde fez 121 jogos e marcou 10 gols.

### Manchester City
O Manchester City anunciou a contratação de Nathan Aké em 5 de agosto de 2020, com o zagueiro assinando contrato por cinco temporadas, até junho de 2025. O City não informou o valor da transferência, mas, de acordo com a imprensa britânica, a negociação girou em torno de 41 milhões de libras (R$ 284 milhões).
| “                                                            | O City tem sido o melhor time inglês na última década. Vir para cá é um sonho pra mim. Esse é um time de altíssimo nível, cheio de jogadores de classe mundial. Para onde você olha nesse elenco, vê grandes nomes com pedigree internacional. | ” |
| — Aké, em suas primeiras palavras ao site do Manchester City | |   |

O jogador estreou pelos Citizens no dia 21 de setembro, em uma partida da Premier League contra o Wolverhampton. Em 27 de setembro, Aké marcou seu primeiro gol pelo City na derrota por 5 a 2 em casa para o Leicester.
Em sua primeira temporada teve um início promissor, porém problemas nos músculos isquiossurais fizeram com que Aké perdesse espaço na equipe, outros jogadores aproveitaram suas chances e ele não teve muito tempo para jogar.
A temporada 2022–23 de Aké foi fantástica, com o defensor sendo um dos pilares da defesa do City campeão da tríplice coroa — títulos da Copa da Inglaterra, Premier League e Liga dos Campeões.

## Seleção Holandesa
Aké passou por todas as divisões de base na Holanda.

## Vida pessoal
O pai de Aké, Moise, é marfinense, enquanto sua mãe, Ineke Telder, é neerlandesa. Ele é abstêmio. No verão de 2022, Aké se casou com Kaylee Ramman, que deu à luz ao primeiro filho do casal no ano seguinte.

## Títulos
Chelsea
- Liga Europa da UEFA: 2012–13
- Copa da Liga Inglesa: 2014–15

Manchester City
- Premier League: 2020–21, 2021–22, 2022–23 e 2023–24
- Copa da Liga Inglesa: 2020–21
- Copa da Inglaterra: 2022–23
- Liga dos Campeões da UEFA: 2022–23
- Supercopa da UEFA: 2023
- Copa do Mundo de Clubes da FIFA: 2023[29]
- Supercopa da Inglaterra: 2024

Holanda Sub-17
- Campeonato Europeu Sub-17: 2011 e 2012

### Prêmios individuais
- Equipe do torneio do Campeonato Europeu Sub-17 2012